# La Gateada
La Gateada is een dorp in Nicaragua. Het dorp ligt in het departement Chontales en in de gemeente Villa Sandino. La Gateada ligt aan de NIC-7, een Nicaraguaanse hoofdweg.